# Pärmsjötjärnen (Skorpeds socken, Ångermanland, 702884-158773)
Pärmsjötjärnen är en sjö i Örnsköldsviks kommun i Ångermanland och ingår i Nätraåns huvudavrinningsområde. Sjöns area är 0,027 kvadratkilometer och den befinner sig 324 meter över havet.